# Charles Schäublin
Charles Schäublin (* 23. August 1883 in Waldenburg, Basel-Landschaft; † 28. März 1958 in Bern) war ein Schweizer Unternehmer und Mäzen.

## Leben und Werk
Schäublin wuchs in Waldenburg als Sohn eines Schlossers auf und gründete 1912 mit den Brüdern Burri in Tramelan die feinmechanische Fabrik «Burri, Schäublin & Co». Schäublin verliess die Firma 1914 und gründete 1915 in Malleray eine Werkzeugmaschinenfabrik, die für die Uhrenindustrie Drehbänke und Zangen produzierte.
Mit seinem Schwager gründete er ein Jahr später die Firma «Ch. Schäublin-Villeneuve». Ab 1946 hiess die fortlaufend vergrösserte Firma «Schäublin SA» und hatte ihren Sitz in Bévilard.
In Delsberg übernahm Schäublin 1924 einen weiteren Betrieb. Als Mäzen trat er in Delsberg und Waldenburg auf. So spendete er zwei Kirchenfenster für die reformierte Kirche St. Peter in Waldenburg, die von Jacques Düblin angefertigt wurden.

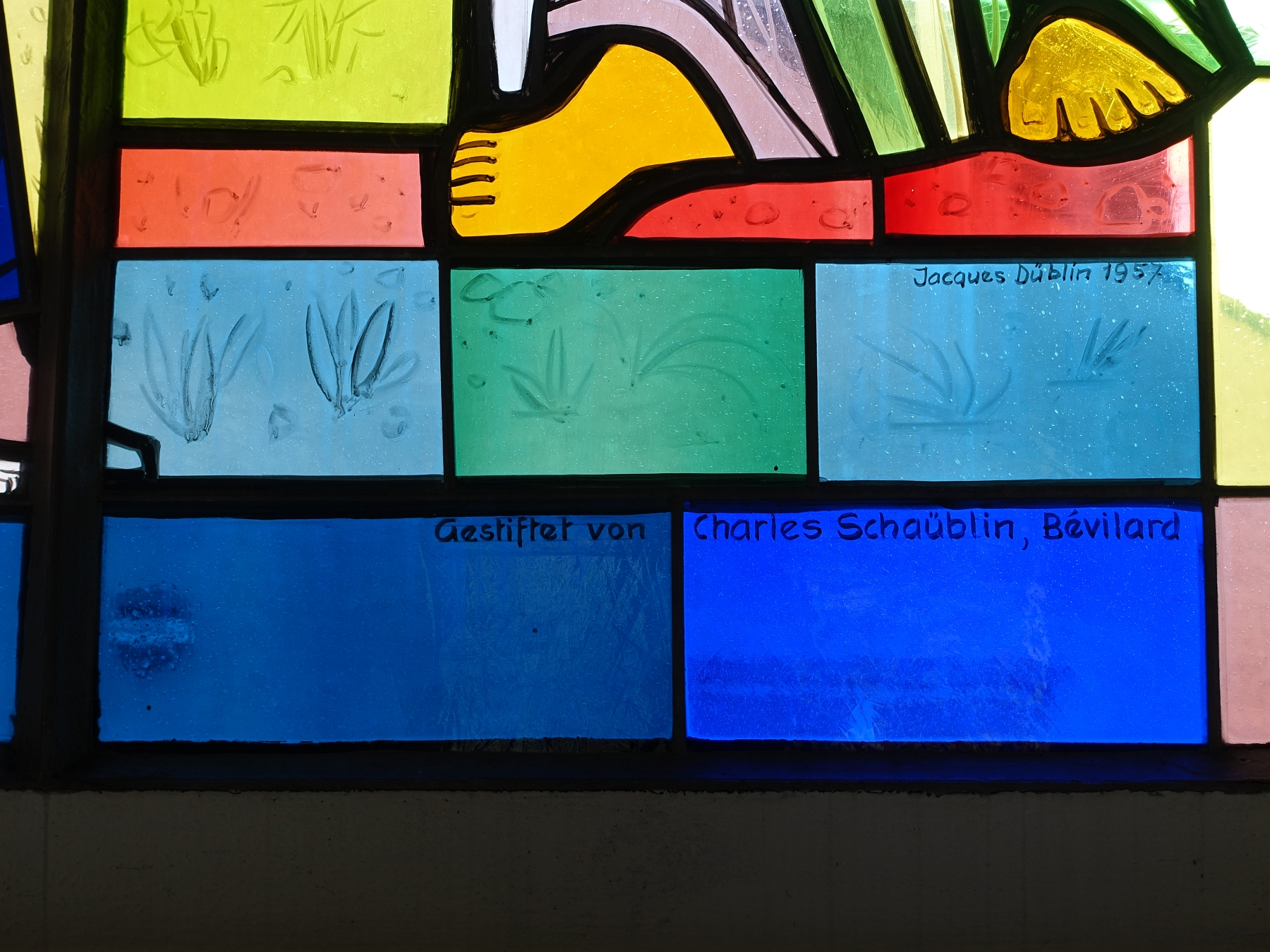
Kirchenfenster in der reformierten Kirche St. Peter von Jacques Düblin
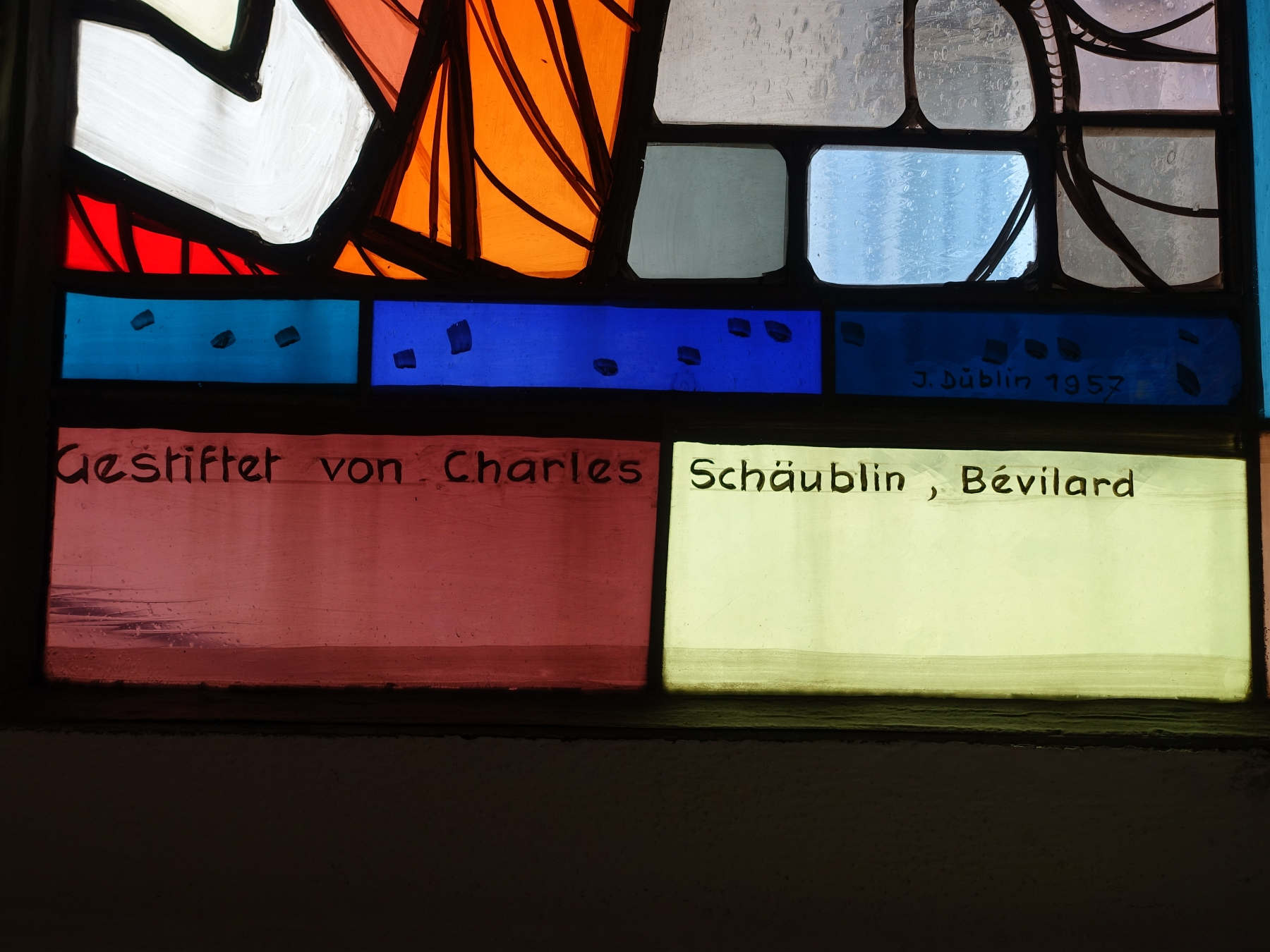
Kirchenfenster in der reformierten Kirche St. Peter von Jacques Düblin